# Modèle du noyau composé
Le modèle du noyau composé est un modèle décrivant l'interaction d’une particule, usuellement un neutron, et d'un noyau-cible. Il a été introduit en 1935 par Eugene Wigner et développé notamment par Niels Bohr. Il est notamment utilisé pour la modélisation des interactions résonnante dans le cadre de la loi de Breit et Wigner. Le concept a été ensuite étendu aux réactions avec des noyaux lourds de basse énergie. Dans un noyau composé, l'énergie disponible est répartie entre tous ses degrés de liberté, indépendamment de la voie d'entrée.

## Description
Il s'agit d'une description en trois étapes successives de l'état du noyau, lors de la collision d'un neutron incident sur le noyau-cible.

### Voie d'entrée
Incorporation du neutron incident au noyau-cible. Un nouveau noyau hautement énergétique et instable se forme. L'excès d'énergie provient, pour les noyaux lourds, principalement de l'excès de masse dans le noyau nouvellement formé plutôt que de l'énergie cinétique du neutron incident. L'étape de formation de la liaison neutron-noyau est de l'ordre de 10-22 secondes.
Bien que le concept de noyau composé ait été développé pour modéliser la capture neutronique, le concept peut se généraliser à la capture de n’importe quelle particule, ce qui inclut les réactions de transfert de nucléons ou de fusion. De même les réactions de substitution peuvent également conduire à la formation de noyaux composés. Dans ces réactions entre particules chargées, une part de l'énergie d'excitation provient de l'énergie cinétique qu'il a été nécessaire de fournir au projectile incident pour franchir la barrière coulombienne.

### Noyau composé
Il s'agit de la durée pendant laquelle le noyau composé conserve ses liaisons nucléaires inchangées, après l'incorporation des particules incidentes ou transférées. Cette durée est d'environ 10-14 secondes, et est plus grande que les temps caractéristiques de diffusion de l'énergie apportée lors de la formation du noyau. Comme l'uniformisation de l'énergie au sein du noyau dure moins longtemps que la vie du noyau composé, on peut considérer que la manière dont le noyau se désintègre, c'est-à-dire la voie de sortie, est indépendante de la voie d'entrée. 

### Voie de sortie
Une fois que le noyau se désintègre, il peut se produire les sorties suivantes :
- Diffusion résonante élastique : un neutron est émis et possède l'énergie du neutron avant la collision et le noyau-cible reprend son état initial. Cette interaction est toujours possible.
- Diffusion résonante inélastique : un neutron est émis avec une énergie plus faible que le neutron incident, le noyau-cible est dans un état excité. Il émet un rayonnement gamma par désexcitation. Il s'agit d'une réaction dont le seuil est le premier niveau d'énergie du noyau-cible.
- Réaction (n,2n) : deux neutrons sont émis, le noyau-cible possède un neutron de moins qu'avant l'interaction avec le neutron.
- Réaction (n, particule chargée) : les produits de la réaction sont un nouveau noyau, et une particule chargé (particule alpha, proton…). Il peut y avoir un seuil ou non.
- Fission : le noyau composé se désintègre en de nouveaux noyaux, généralement deux : les produits de fission. Il peut aussi y avoir des neutrons émis. Il peut y avoir un seuil ou non[4].

## Limites
L'indépendance entre la voie d'entrée et de sortie du noyau composé est une approximation. On peut raffiner le modèle en tenant compte des fluctuations des largeurs de voies. Cette correction augmente les sections efficaces des interactions élastiques et diminue celles des interactions inélastiques.